# Balloniscus paraquayanus
Balloniscus paraquayanus is een pissebed uit de familie Balloniscidae. De wetenschappelijke naam van de soort is voor het eerst geldig gepubliceerd in 1936 door Van Name.